# Coppa Anglo-Italiana 1977
La Coppa Anglo-Italiana del 1977 fu la sesta edizione del torneo, vinta dal Lecco.

## Squadre partecipanti
Al torneo hanno partecipato dodici squadre, sei italiane e sei inglesi.
| Inglesi                                                                           | Italiane                                 |
| --------------------------------------------------------------------------------- | ---------------------------------------- |
| Bath City Chelmsford City Northwich Victoria Redditch Utd Scarborough Yeovil Town | Bari Cremonese Lecco Parma Teramo Turris |

## Fase eliminatoria

### Partite
Ogni squadra ha dovuto disputare quattro gare contro squadre dell'altra nazione. Le prime due giornate si sono giocate ad aprile in Inghilterra, mentre le ultime due a giugno in Italia.

#### Prima giornata
| Data       | Squadra numero 1   | Squadra numero 2 | Risultato |
| ---------- | ------------------ | ---------------- | --------- |
| 27.04.1977 | Northwich Victoria | Parma            | 2-3       |
| 27.04.1977 | Scarborough        | Teramo           | 2-2       |
| 27.04.1977 | Chelmsford City    | Cremonese        | 1-1       |
| 27.04.1977 | Bath City          | Bari             | 2-1       |
| 27.04.1977 | Redditch Utd       | Lecco            | 2-0       |
| 27.04.1977 | Yeovil Town        | Turris           | 5-1       |

#### Seconda giornata
| Data       | Squadra numero 1   | Squadra numero 2 | Risultato |
| ---------- | ------------------ | ---------------- | --------- |
| 30.04.1977 | Scarborough        | Parma            | 2-0       |
| 30.04.1977 | Northwich Victoria | Teramo           | 3-1       |
| 30.04.1977 | Chelmsford City    | Lecco            | 1-2       |
| 30.04.1977 | Redditch Utd       | Cremonese        | 2-0       |
| 30.04.1977 | Bath City          | Turris           | 2-0       |
| 30.04.1977 | Yeovil Town        | Bari             | 4-3       |

#### Terza giornata
| Data       | Squadra numero 1 | Squadra numero 2   | Risultato |
| ---------- | ---------------- | ------------------ | --------- |
| 22.06.1977 | Cremonese        | Northwich Victoria | 3-0       |
| 22.06.1977 | Lecco            | Scarborough        | 1-1       |
| 22.06.1977 | Parma            | Bath City          | 0-1       |
| 22.06.1977 | Teramo           | Yeovil Town        | 3-1       |
| 22.06.1977 | Bari             | Chelmsford City    | 6-1       |
| 22.06.1977 | Turris           | Redditch Utd       | 0-0       |

#### Quarta giornata
| Data       | Squadra numero 1 | Squadra numero 2   | Risultato |
| ---------- | ---------------- | ------------------ | --------- |
| 25.06.1977 | Cremonese        | Scarborough        | 1-1       |
| 25.06.1977 | Lecco            | Northwich Victoria | 8-0       |
| 25.06.1977 | Parma            | Yeovil Town        | 0-0       |
| 25.06.1977 | Teramo           | Bath City          | 4-0       |
| 25.06.1977 | Turris           | Chelmsford City    | 3-0       |
| 25.06.1977 | Bari             | Redditch Utd       | 2-1       |

## Classifiche nazionali
Le classifiche sono separate per le squadre inglesi e le squadre italiane. Il torneo prevedeva 3 punti in caso di vittoria ed 1 in caso di pareggio. L'assegnazione dei tre punti in caso di vittoria fu una novità, in quanto nei campionati ufficiali la vittoria in quei tempi prevedeva la conquista di soli due punti. Quindi il torneo Anglo-Italiano fu uno dei primi tornei ad assegnare tre punti per la vittoria, seguito nel 1982 dalla First Division inglese.
In caso di parità di punteggio tra due squadre, la squadra con la differenza reti più alta precede l'altra squadra.
Le squadre con più punti nella classifica inglese e quella italiana acquisiscono il diritto di disputare la finale.

### Classifica delle squadre inglesi
| Squadra            | Pt | G | V | N | P | GF | GS | DG  |
| ------------------ | -- | - | - | - | - | -- | -- | --- |
| Bath City          | 9  | 4 | 3 | 0 | 1 | 5  | 5  | 0   |
| Yeovil Town        | 7  | 4 | 2 | 1 | 1 | 10 | 7  | +3  |
| Redditch Utd       | 7  | 4 | 2 | 1 | 1 | 5  | 2  | +3  |
| Scarborough        | 6  | 4 | 1 | 3 | 0 | 6  | 4  | +2  |
| Northwich Victoria | 4  | 4 | 1 | 0 | 3 | 5  | 15 | -10 |
| Chelmsford City    | 1  | 4 | 0 | 1 | 3 | 3  | 12 | -8  |

### Classifica delle squadre italiane
| Squadra   | Pt | G | V | N | P | GF | GS | DG |
| --------- | -- | - | - | - | - | -- | -- | -- |
| Lecco     | 7  | 4 | 2 | 1 | 1 | 11 | 4  | +7 |
| Teramo    | 7  | 4 | 2 | 1 | 1 | 10 | 6  | +4 |
| Bari      | 6  | 4 | 2 | 0 | 2 | 12 | 8  | +4 |
| Cremonese | 5  | 4 | 1 | 2 | 1 | 5  | 4  | +1 |
| Parma     | 4  | 4 | 1 | 1 | 2 | 3  | 5  | -2 |
| Turris    | 4  | 4 | 1 | 1 | 2 | 4  | 7  | -3 |

## Finale
| Arbitro: | Dubach |

|                                     |           |  |
| Zandegù 4’ (rig.), 32’ Galluzzo 27’ | Marcatori |  |